# لورنس س. جونز
لورنس س. جونز (بالإنجليزية: Laurence C. Jones)‏ هو أكاديمي أمريكي، ولد في 21 نوفمبر 1884 في سانت جوزيف في الولايات المتحدة، وتوفي في 13 يوليو 1975 في جاكسون في الولايات المتحدة.